# Annedal (Gotemburgo)
Para Annedal en Bromma, Estocolmo, véase Annedal (Estocolmo)

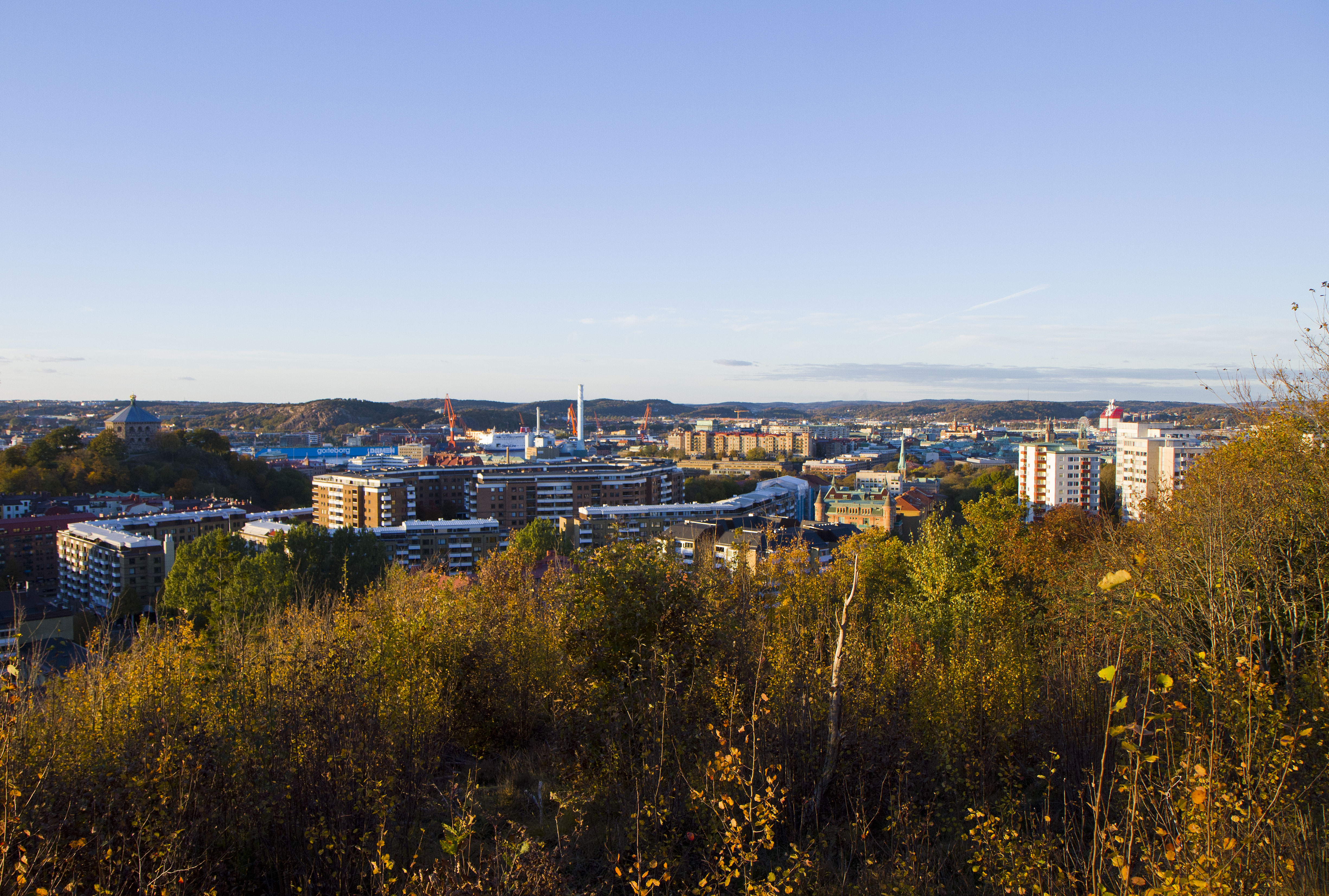
Vista desde Guldheden Norte, octubre de 2010. Las montañas Nilssonsberg se encuentran en el centro de la imagen.

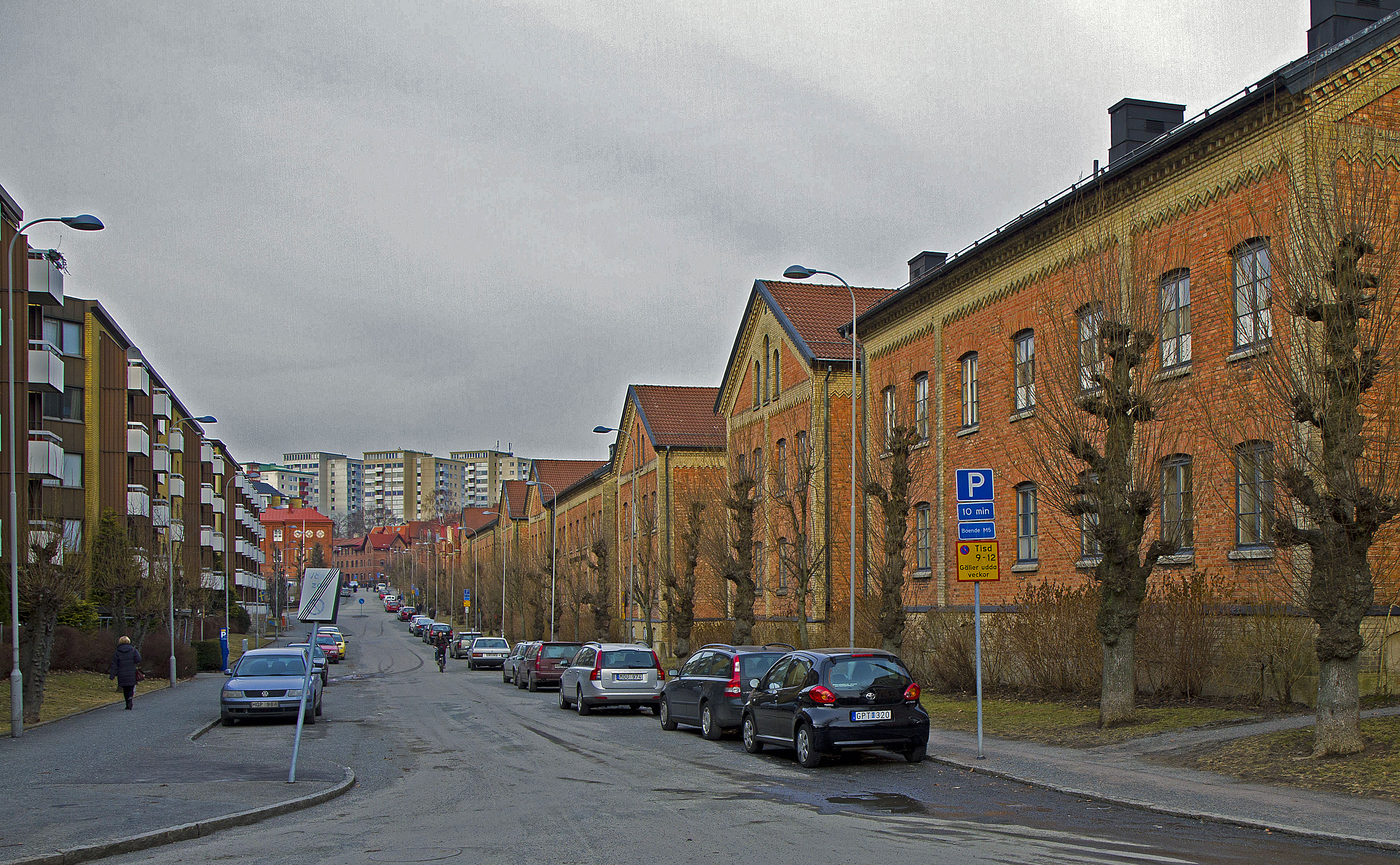
Calle Carl Grimberg, marzo de 2010

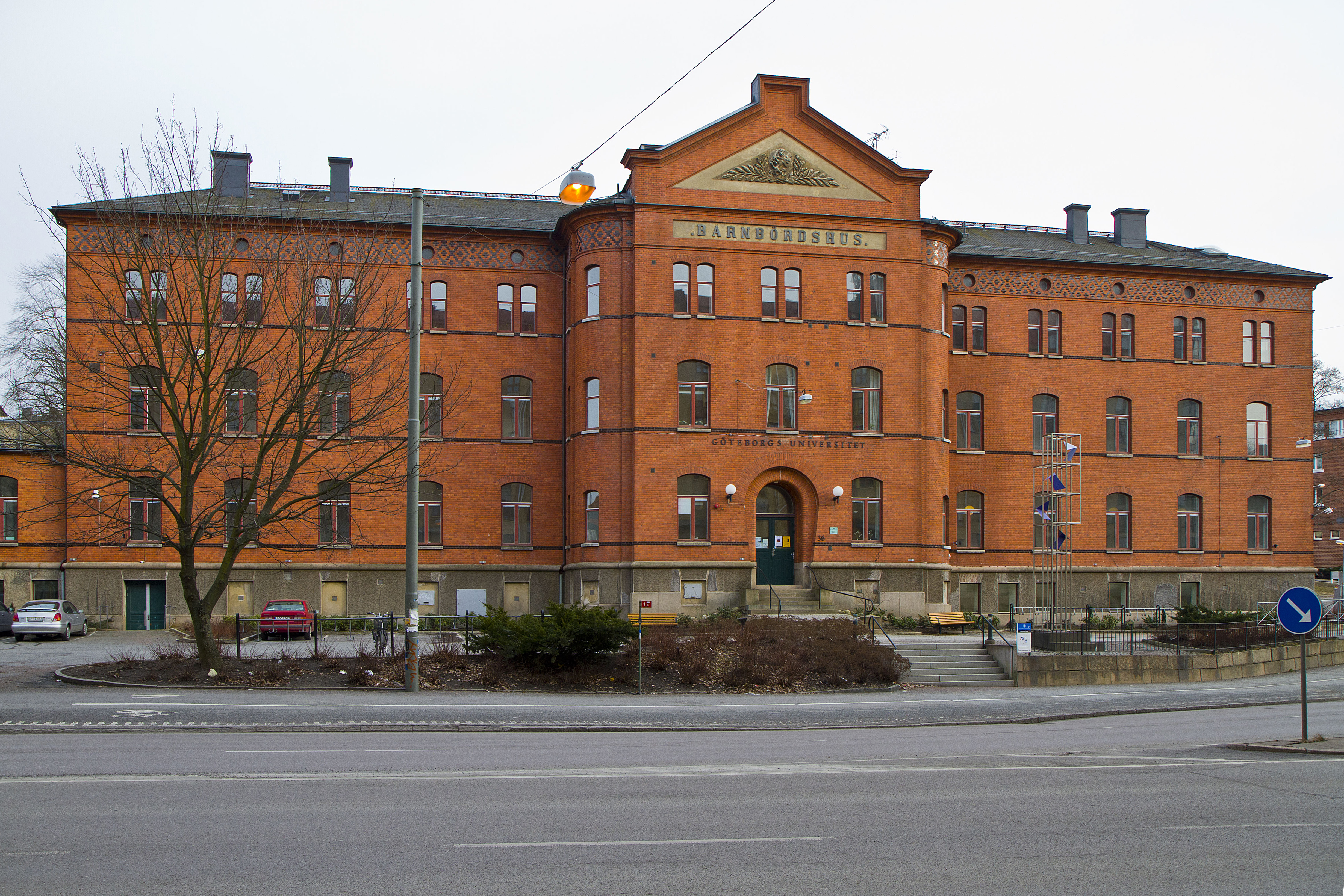
Hospital de maternidad (Barnbördshuset)

Annedal es un área principal (distrito) en el municipio de Gotemburgo, relacionado con el Distrito Linnéstaden, en Suecia. El distrito se encuentra entre las laderas Landalabergen al este y al sur, las montañas Nilssonsberg en el norte y la ciudad Kommendantsängen en el oeste.

## Historia
Annedal fue nombrada después de una mansión, era alrededor del Annedalsskolan de hoy, en el macizo de Spekebergsängen, llamada Anneberg después el entonces propietario, comerciante Hans Andersson Swebelius († 1791) Sra. Anna Hedwig, nacida en Moberg. La mansión se llamaba entonces Anneberg y Spek Rock song llamada "Anne Dahl" en 1786 (Anne Dahl 1819).
Hasta los años 1870, no eran en su mayoría de pastizales, excepto en las proximidades de Nilssonsberg donde se cultivaba la tierra. Annedal perteneció históricamente a Örgryte y fue Krokslätt Nordgårdens una finca agrícola, pero el hogar fue comprado e incorporado a Gotemburgo en 1868 La ciudad también ha adquirido las propiedades Ryet en la parte sur de Annedal futura y un plan en la ciudad se ha elaborado para toda la zona del mismo año. A sugerencia del Ingeniero Municipal interino el Ayuntamiento de Brandel decidió el 28 de noviembre de 1871 que el nombre del distrito sea Annedal. El suburbio de Annedal consistió en las propiedades del suelo y de Eden Ryet. En 1872, se aprobó el plan de desarrollo para la zona arreglada por Robert Söderqvist. 
Annedal fue originalmente un barrio distinto para trabajar en alojamiento, al borde de la clase media. En el sur han creado instituciones Escuelas seminarias de Folk y Hospital de Área de la epidemia de casa de parto. Annedalskyrkan en realidad se encuentra al sur de la frontera del distrito, se inauguró en 1910.
El primer gobernador de las casas en el barrio construidas de 1876 a 1881, y una novedad para la época era que varias casas fueron construidas por las sociedades de construcción y viviendas. En Seminariegatan fue un arquitecto de primera quién diseñó casas, gobernador del nacionalismo romántico. 
En Rygatan 16, Annedal abrió el primer "Änkehem", 19 de enero de 1909.
En 1961 fue comprada la casa para la rehabilitación de Annedal y en 1967 fueron demolidos edificios en las montañas de Nilsson, y cuatro años más tarde fue ampliamente criticado el plan de la ciudad, Annedal con lo cual se demolieron otros, de norte a sur. Todas las Casas de madera eran prácticamente inexistentes en 1973, sólo casas de la fundación y de Annedalsskolan siguieron existiendo. Sin embargo, el gobernador describió las hermosas casas y villas en Linnéplatsen sólo a comienzos de los años 1980. 
La Asamblea de Annedal tiene 17.102 habitantes (2009).